# Championnat du monde féminin moins de 18 ans de hockey sur glace 2024
Navigation
Championnat du monde 2023 Championnat du monde 2025
Le Championnat du monde féminin moins de 18 ans de hockey sur glace 2024 est la dix-septième édition de cette compétition organisée par la Fédération internationale de hockey sur glace (IIHF).
Le tournoi de la Division Élite, regroupant les meilleures nations, se déroule du 6 au 14 janvier 2024 à Zoug en Suisse.
Les divisions inférieures sont disputées indépendamment du groupe Élite.

## Format de compétition
| Niveau         | Nombre d'équipes | Lieu       | Dates (2024)        | Résultats         | Résultats      |
| Niveau         | Nombre d'équipes | Lieu       | Dates (2024)        | Vainqueur / Promu | Relégué        |
| -------------- | ---------------- | ---------- | ------------------- | ----------------- | -------------- |
| Division élite | 8                | Zoug       | du 6 au 14 janvier  | États-Unis        | Allemagne      |
| Division IA    | 6                | Egna       | du 6 au 12 janvier  | Japon             | Danemark       |
| Division IB    | 6                | Jaca       | du 8 au 14 janvier  | Norvège           | Taipei chinois |
| Division IIA   | 6                | Heerenveen | du 15 au 21 janvier | Chine             | Turquie        |
| Division IIB   | 6                | Sofia      | du 8 au 14 janvier  | Nouvelle-Zélande  | Aucun          |

Le groupe Élite comprend 8 équipes qui sont réparties en deux groupes de 4. Chaque groupe est disputé sous la forme d'un championnat à matches simples. Toutes les équipes se qualifient pour des quarts de finale croisés : premiers de chaque poule contre quatrièmes de l'autre, deuxièmes contre troisièmes. 
Pour les autres divisions, les équipes s’affrontent entre elles et, à l'issue de cette compétition, le premier est promu dans la division supérieure et le dernier est relégué dans la division inférieure, sauf en division IIB où il n'y a pas de relégation.
Pour toutes les divisions, la répartition des points est la suivante :
- 3 points pour une victoire dans le temps réglementaire ;
- 2 points pour une victoire en prolongation ou aux tirs de fusillade ;
- 1 point pour une défaite en prolongation ou aux tirs de fusillade ;
- 0 point pour une défaite dans le temps réglementaire.

## Division Élite

### Nations participantes
| Groupe A                | Groupe B          |
| ----------------------- | ----------------- |
| Allemagne, promu        | États-Unis        |
| Canada, tenant du titre | Slovaquie         |
| Finlande                | Suède             |
| Tchéquie                | Suisse, pays hôte |

### Tour préliminaire
Légende :
- en gras, qualifié pour les quarts de finale
- Pr : Prolongations

Pour les significations des abréviations, voir statistiques du hockey sur glace.
| Clt   | Équipe    | PJ | V | VP | D | DP | BP | BC | Diff | Pts |
| ----- | --------- | -- | - | -- | - | -- | -- | -- | ---- | --- |
| +001, | Canada    | 3  | 3 | 0  | 0 | 0  | 29 | 1  | +28  | 9   |
| +002, | Finlande  | 3  | 2 | 0  | 1 | 0  | 9  | 12 | -3   | 6   |
| +003, | Tchéquie  | 3  | 1 | 0  | 2 | 0  | 9  | 12 | -3   | 3   |
| +004, | Allemagne | 3  | 0 | 0  | 3 | 0  | 1  | 23 | -22  | 0   |

| 6 janvier | Finlande  | 3  | 2 | Tchéquie  |
| 6 janvier | Canada    | 11 | 0 | Allemagne |
| 7 janvier | Finlande  | 6  | 0 | Allemagne |
| 7 janvier | Tchéquie  | 1  | 8 | Canada    |
| 9 janvier | Allemagne | 1  | 6 | Tchéquie  |
| 9 janvier | Canada    | 10 | 0 | Finlande  |

| Clt   | Équipe     | PJ | V | VP | D | DP | BP | BC | Diff | Pts |
| ----- | ---------- | -- | - | -- | - | -- | -- | -- | ---- | --- |
| +001, | États-Unis | 3  | 3 | 0  | 0 | 0  | 19 | 2  | +17  | 9   |
| +002, | Suède      | 3  | 2 | 0  | 1 | 0  | 12 | 8  | +4   | 6   |
| +003, | Slovaquie  | 3  | 0 | 1  | 2 | 0  | 6  | 14 | -8   | 2   |
| +004, | Suisse     | 3  | 0 | 0  | 2 | 1  | 3  | 16 | -13  | 1   |

| 6 janvier  | Suède      | 6 | 1    | Suisse     |
| 7 janvier  | États-Unis | 7 | 1    | Slovaquie  |
| 8 janvier  | Slovaquie  | 3 | 6    | Suède      |
| 8 janvier  | États-Unis | 8 | 1    | Suisse     |
| 10 janvier | Suède      | 0 | 4    | États-Unis |
| 10 janvier | Suisse     | 1 | 2 Pr | Slovaquie  |

### Phase finale
Les équipes gagnantes en quarts de finale seront réaffectées pour les demi-finales selon le classement suivant :
1. position dans le groupe ;
2. plus grand nombre de points ;
3. meilleure différence de buts ;
4. plus grand nombre de buts marqués ;

- équipes qualifiées en demi-finale

| # | Équipe     | Gr | Pos. | Pts | Diff | BM |
| - | ---------- | -- | ---- | --- | ---- | -- |
| 1 | Canada     | A  | 1    | 9   | +28  | 29 |
| 2 | États-Unis | B  | 1    | 9   | +17  | 19 |
| 3 | Suède      | B  | 2    | 6   | +4   | 12 |
| 4 | Finlande   | A  | 2    | 6   | -3   | 9  |
| 5 | Tchéquie   | A  | 3    | 3   | -3   | 9  |
| 6 | Slovaquie  | B  | 3    | 2   | -8   | 6  |
| 7 | Suisse     | B  | 4    | 1   | -13  | 3  |
| 8 | Allemagne  | A  | 4    | 0   | -22  | 1  |

|  | Quarts de finale          | Quarts de finale          | Quarts de finale          | Quarts de finale          |          |            | Demi-finales              | Demi-finales              | Demi-finales                  | Demi-finales                  |                               |                               | Finale                    | Finale                    | Finale                    | Finale                    |
|  |                           |                           |                           |                           |          |            |                           |                           |                               |                               |                               |                               |                           |                           |                           |                           |
|  | 11 janvier, Bossard Arena | 11 janvier, Bossard Arena | 11 janvier, Bossard Arena | 11 janvier, Bossard Arena |          |            | 13 janvier, Bossard Arena | 13 janvier, Bossard Arena | 13 janvier, Bossard Arena     | 13 janvier, Bossard Arena     |                               |                               | 14 janvier, Bossard Arena | 14 janvier, Bossard Arena | 14 janvier, Bossard Arena | 14 janvier, Bossard Arena |
|  | 11 janvier, Bossard Arena | 11 janvier, Bossard Arena | 11 janvier, Bossard Arena | 11 janvier, Bossard Arena |          |            | 13 janvier, Bossard Arena | 13 janvier, Bossard Arena | 13 janvier, Bossard Arena     | 13 janvier, Bossard Arena     |                               |                               | 14 janvier, Bossard Arena | 14 janvier, Bossard Arena | 14 janvier, Bossard Arena | 14 janvier, Bossard Arena |
|  | 1A                        | Canada                    | 6                         | 6                         |          |            | 13 janvier, Bossard Arena | 13 janvier, Bossard Arena | 13 janvier, Bossard Arena     | 13 janvier, Bossard Arena     |                               |                               | 14 janvier, Bossard Arena | 14 janvier, Bossard Arena | 14 janvier, Bossard Arena | 14 janvier, Bossard Arena |
|  | 1A                        | Canada                    | 6                         | 6                         |          |            | 13 janvier, Bossard Arena | 13 janvier, Bossard Arena | 13 janvier, Bossard Arena     | 13 janvier, Bossard Arena     |                               |                               | 14 janvier, Bossard Arena | 14 janvier, Bossard Arena | 14 janvier, Bossard Arena | 14 janvier, Bossard Arena |
|  | 4B                        | Suisse                    | 0                         | 0                         |          |            | 13 janvier, Bossard Arena | 13 janvier, Bossard Arena | 13 janvier, Bossard Arena     | 13 janvier, Bossard Arena     |                               |                               | 14 janvier, Bossard Arena | 14 janvier, Bossard Arena | 14 janvier, Bossard Arena | 14 janvier, Bossard Arena |
|  | 4B                        | Suisse                    | 0                         | 0                         | 1        | Canada     | 2                         | 2                         |                               |                               |                               |                               | 14 janvier, Bossard Arena | 14 janvier, Bossard Arena | 14 janvier, Bossard Arena | 14 janvier, Bossard Arena |
|  | 11 janvier, Bossard Arena |                           |                           |                           | 1        | Canada     | 2                         | 2                         |                               |                               |                               |                               | 14 janvier, Bossard Arena | 14 janvier, Bossard Arena | 14 janvier, Bossard Arena | 14 janvier, Bossard Arena |
|  |                           |                           | 5                         | Tchéquie                  | 4        | 4          |                           |                           |                               |                               |                               |                               | 14 janvier, Bossard Arena | 14 janvier, Bossard Arena | 14 janvier, Bossard Arena | 14 janvier, Bossard Arena |
|  | 1B                        | Suède                     | 5                         | Tchéquie                  | 4        | 4          | 2                         | 2                         |                               |                               |                               |                               | 14 janvier, Bossard Arena | 14 janvier, Bossard Arena | 14 janvier, Bossard Arena | 14 janvier, Bossard Arena |
|  | 1B                        | Suède                     | 13 janvier, Bossard Arena |                           |          |            | 2                         | 2                         |                               |                               |                               |                               | 14 janvier, Bossard Arena | 14 janvier, Bossard Arena | 14 janvier, Bossard Arena | 14 janvier, Bossard Arena |
|  | 4A                        | Tchéquie                  | 4                         | 4                         |          |            |                           |                           |                               |                               |                               |                               | 14 janvier, Bossard Arena | 14 janvier, Bossard Arena | 14 janvier, Bossard Arena | 14 janvier, Bossard Arena |
|  | 4A                        | Tchéquie                  | 4                         | 4                         | Tchéquie | Tchéquie   | 1                         | 1                         |                               |                               |                               |                               |                           |                           |                           |                           |
|  | 11 janvier, Bossard Arena |                           |                           |                           | Tchéquie | Tchéquie   | 1                         | 1                         |                               |                               |                               |                               |                           |                           |                           |                           |
|  |                           |                           | États-Unis                | États-Unis                | 5        | 5          |                           |                           |                               |                               |                               |                               |                           |                           |                           |                           |
|  | 2A                        | États-Unis                | États-Unis                | États-Unis                | 5        | 5          | 4                         | 4                         |                               |                               |                               |                               |                           |                           |                           |                           |
|  | 2A                        | États-Unis                |                           |                           |          |            |                           |                           |                               |                               |                               |                               |                           |                           |                           |                           |
|  | 3B                        | Allemagne                 | 0                         | 0                         |          |            |                           |                           |                               |                               |                               |                               |                           |                           |                           |                           |
|  | 3B                        | Allemagne                 | 0                         | 0                         | 2        | États-Unis | 4                         | 4                         | Match pour la troisième place | Match pour la troisième place | Match pour la troisième place | Match pour la troisième place |                           |                           |                           |                           |
|  | 11 janvier, Bossard Arena |                           |                           |                           | 2        | États-Unis | 4                         | 4                         | Match pour la troisième place | Match pour la troisième place | Match pour la troisième place | Match pour la troisième place |                           |                           |                           |                           |
|  |                           |                           | 4                         | Finlande                  | 2        | 2          |                           |                           | 14 janvier, Bossard Arena     | 14 janvier, Bossard Arena     | 14 janvier, Bossard Arena     | 14 janvier, Bossard Arena     |                           |                           |                           |                           |
|  | 2B                        | Finlande                  | 4                         | Finlande                  | 2        | 2          | 2                         | 2                         | 14 janvier, Bossard Arena     | 14 janvier, Bossard Arena     | 14 janvier, Bossard Arena     | 14 janvier, Bossard Arena     |                           |                           |                           |                           |
|  | 2B                        | Finlande                  |                           |                           |          |            |                           | 2                         |                               |                               | Canada                        | Canada                        | 8                         | 8                         |                           |                           |
|  | 3A                        | Slovaquie                 | 0                         | 0                         |          |            |                           |                           |                               |                               | Canada                        | Canada                        | 8                         | 8                         |                           |                           |
|  | 3A                        | Slovaquie                 | 0                         | 0                         | Finlande | Finlande   | 1                         | 1                         |                               |                               |                               |                               |                           |                           |                           |                           |
|  |                           |                           |                           |                           |          |            |                           |                           |                               |                               |                               |                               |                           |                           |                           |                           |

|  | Cinquième place           |           |   |   |  |  |  |  |  |  |
|  |                           |           |   |   |  |  |  |  |  |  |
|  | 14 janvier, Bossard Arena |           |   |   |  |  |  |  |  |  |
|  | Suède                     | Suède     | 4 | 4 |  |  |  |  |  |  |
|  | Suède                     | Suède     | 4 | 4 |  |  |  |  |  |  |
|  | Slovaquie                 | Slovaquie | 1 | 1 |  |  |  |  |  |  |
|  | Slovaquie                 | Slovaquie | 1 | 1 |  |  |  |  |  |  |

|  | Septième place            |           |   |   |  |  |  |  |  |  |
|  |                           |           |   |   |  |  |  |  |  |  |
|  | 14 janvier, Bossard Arena |           |   |   |  |  |  |  |  |  |
|  | Suisse                    | Suisse    | 2 | 2 |  |  |  |  |  |  |
|  | Suisse                    | Suisse    | 2 | 2 |  |  |  |  |  |  |
|  | Allemagne                 | Allemagne | 1 | 1 |  |  |  |  |  |  |
|  | Allemagne                 | Allemagne | 1 | 1 |  |  |  |  |  |  |

### Classement final
| Place              | Équipe     |
| ------------------ | ---------- |
| Médaille d'or      | États-Unis |
| Médaille d'argent  | Tchéquie   |
| Médaille de bronze | Canada     |
| 4                  | Finlande   |
| 5                  | Suède      |
| 6                  | Slovaquie  |
| 7                  | Suisse     |
| 8                  | Allemagne  |

- Relégué en Division IA

## Autres divisions

### Division I

#### Groupe A
La compétition se déroule du 6 au 12 janvier 2024 à Egna en Italie.
Légende :
- en gras, promu en division élite
- en italique, relégué en division IB
- Pr : Prolongations
- F : Tirs de fusillade

Pour les significations des abréviations, voir statistiques du hockey sur glace.
| Clt   | Équipe     | PJ | V | VP | D | DP | BP | BC | Diff | Pts |
| ----- | ---------- | -- | - | -- | - | -- | -- | -- | ---- | --- |
| +001, | Japon R    | 5  | 5 | 0  | 0 | 0  | 21 | 4  | +17  | 15  |
| +002, | Italie H   | 5  | 3 | 0  | 1 | 1  | 15 | 13 | +2   | 10  |
| +003, | Hongrie    | 5  | 2 | 1  | 2 | 0  | 8  | 8  | 0    | 8   |
| +004, | Autriche   | 5  | 1 | 2  | 1 | 1  | 10 | 11 | -1   | 8   |
| +005, | France     | 5  | 1 | 0  | 4 | 0  | 8  | 14 | -6   | 3   |
| +006, | Danemark P | 5  | 0 | 0  | 4 | 1  | 6  | 18 | -12  | 1   |

| 6 janvier  | Autriche | 2    | 1   | France   |
| 6 janvier  | Danemark | 1    | 4   | Japon    |
| 6 janvier  | Hongrie  | 0    | 4   | Italie   |
| 7 janvier  | France   | 3    | 1   | Danemark |
| 7 janvier  | Italie   | 3    | 4 F | Autriche |
| 7 janvier  | Japon    | 2    | 0   | Hongrie  |
| 9 janvier  | Danemark | 0    | 4   | Hongrie  |
| 9 janvier  | Japon    | 3    | 1   | Autriche |
| 9 janvier  | Italie   | 3    | 1   | France   |
| 10 janvier | Hongrie  | 2 Pr | 1   | Autriche |
| 10 janvier | Italie   | 4    | 2   | Danemark |
| 10 janvier | France   | 2    | 6   | Japon    |
| 12 janvier | Autriche | 3 F  | 2   | Danemark |
| 12 janvier | France   | 1    | 2   | Hongrie  |
| 12 janvier | Japon    | 6    | 1   | Italie   |

#### Groupe B
La compétition se déroule du 8 au 14 janvier 2024 à Jaca en Espagne.
Légende :
- en gras, promu en division IA
- en italique, relégué en division IIA

Pour les significations des abréviations, voir statistiques du hockey sur glace.
| Clt   | Équipe         | PJ | V | VP | D | DP | BP | BC | Diff | Pts |
| ----- | -------------- | -- | - | -- | - | -- | -- | -- | ---- | --- |
| +001, | Norvège R      | 5  | 5 | 0  | 0 | 0  | 37 | 4  | +33  | 15  |
| +002, | Espagne H      | 5  | 4 | 0  | 1 | 0  | 33 | 4  | +29  | 12  |
| +003, | Pologne        | 5  | 3 | 0  | 2 | 0  | 21 | 13 | +8   | 9   |
| +004, | Australie P    | 5  | 1 | 0  | 4 | 0  | 5  | 32 | -27  | 3   |
| +005, | Corée du Sud   | 5  | 1 | 0  | 4 | 0  | 10 | 17 | -7   | 3   |
| +006, | Taipei chinois | 5  | 1 | 0  | 4 | 0  | 6  | 42 | -36  | 3   |

| 8 janvier  | Corée du Sud   | 2  | 4  | Pologne        |
| 8 janvier  | Australie      | 0  | 15 | Norvège        |
| 8 janvier  | Taipei chinois | 0  | 15 | Espagne        |
| 9 janvier  | Norvège        | 6  | 1  | Corée du Sud   |
| 9 janvier  | Pologne        | 9  | 2  | Taipei chinois |
| 9 janvier  | Espagne        | 9  | 0  | Australie      |
| 11 janvier | Norvège        | 10 | 0  | Taipei chinois |
| 11 janvier | Australie      | 3  | 0  | Corée du Sud   |
| 11 janvier | Pologne        | 1  | 5  | Espagne        |
| 13 janvier | Pologne        | 5  | 0  | Australie      |
| 13 janvier | Corée du Sud   | 6  | 1  | Taipei chinois |
| 13 janvier | Espagne        | 1  | 2  | Norvège        |
| 14 janvier | Taipei chinois | 3  | 2  | Australie      |
| 14 janvier | Norvège        | 4  | 2  | Pologne        |
| 14 janvier | Espagne        | 3  | 1  | Corée du Sud   |

### Division II

#### Groupe A
La compétition se déroule du 15 au 21 janvier 2024 à Heerenveen aux Pays-Bas.
Légende :
- en gras, promu en division IB
- en italique, relégué en division IIB
- F : Tirs de fusillade

Pour les significations des abréviations, voir statistiques du hockey sur glace.
| Clt   | Équipe          | PJ | V | VP | D | DP | BP | BC | Diff | Pts |
| ----- | --------------- | -- | - | -- | - | -- | -- | -- | ---- | --- |
| +001, | Chine R         | 5  | 5 | 0  | 0 | 0  | 48 | 3  | +45  | 15  |
| +002, | Grande-Bretagne | 5  | 4 | 0  | 1 | 0  | 22 | 7  | +15  | 12  |
| +003, | Pays-Bas H      | 5  | 2 | 1  | 2 | 0  | 19 | 29 | -10  | 8   |
| +004, | Lettonie        | 5  | 2 | 0  | 2 | 1  | 10 | 13 | -3   | 7   |
| +005, | Kazakhstan P    | 5  | 1 | 0  | 4 | 0  | 11 | 20 | -9   | 3   |
| +006, | Turquie         | 5  | 0 | 0  | 5 | 0  | 0  | 38 | -38  | 0   |

| 15 janvier | Lettonie        | 3  | 0   | Turquie         |
| 15 janvier | Kazakhstan      | 0  | 4   | Grande-Bretagne |
| 15 janvier | Pays-Bas        | 0  | 18  | Chine           |
| 16 janvier | Turquie         | 0  | 6   | Kazakhstan      |
| 16 janvier | Chine           | 6  | 2   | Grande-Bretagne |
| 16 janvier | Lettonie        | 3  | 4 F | Pays-Bas        |
| 18 janvier | Chine           | 11 | 0   | Turquie         |
| 18 janvier | Lettonie        | 2  | 1   | Kazakhstan      |
| 18 janvier | Pays-Bas        | 0  | 4   | Grande-Bretagne |
| 20 janvier | Grande-Bretagne | 3  | 1   | Lettonie        |
| 20 janvier | Turquie         | 0  | 9   | Pays-Bas        |
| 20 janvier | Kazakhstan      | 0  | 8   | Chine           |
| 21 janvier | Grande-Bretagne | 9  | 0   | Turquie         |
| 21 janvier | Pays-Bas        | 6  | 4   | Kazakhstan      |
| 21 janvier | Chine           | 5  | 1   | Lettonie        |

#### Groupe B
La compétition se déroule du 8 au 14 janvier 2024 à Sofia en Bulgarie.
Légende :
- en gras, promu en division IIA
- Pr : Prolongations

Pour les significations des abréviations, voir statistiques du hockey sur glace.
| Clt   | Équipe           | PJ | V | VP | D | DP | BP | BC | Diff | Pts |
| ----- | ---------------- | -- | - | -- | - | -- | -- | -- | ---- | --- |
| +001, | Nouvelle-Zélande | 5  | 4 | 0  | 1 | 0  | 33 | 9  | +24  | 12  |
| +002, | Islande          | 5  | 4 | 0  | 1 | 0  | 33 | 6  | +27  | 12  |
| +003, | Belgique         | 5  | 3 | 1  | 1 | 0  | 23 | 5  | +18  | 11  |
| +004, | Mexique R        | 5  | 2 | 0  | 3 | 0  | 21 | 10 | +11  | 6   |
| +005, | Bulgarie H       | 5  | 1 | 0  | 3 | 1  | 19 | 15 | +4   | 4   |
| +006, | Afrique du Sud   | 5  | 0 | 0  | 5 | 0  | 1  | 85 | -84  | 0   |

| 8 janvier  | Islande          | 3    | 1  | Mexique          |
| 8 janvier  | Belgique         | 1 Pr | 0  | Bulgarie         |
| 9 janvier  | Mexique          | 1    | 3  | Nouvelle-Zélande |
| 9 janvier  | Belgique         | 0    | 1  | Islande          |
| 9 janvier  | Bulgarie         | 13   | 1  | Afrique du Sud   |
| 10 janvier | Afrique du Sud   | 0    | 22 | Nouvelle-Zélande |
| 11 janvier | Belgique         | 13   | 0  | Afrique du Sud   |
| 11 janvier | Islande          | 0    | 2  | Nouvelle-Zélande |
| 11 janvier | Mexique          | 4    | 0  | Bulgarie         |
| 13 janvier | Afrique du Sud   | 0    | 13 | Mexique          |
| 13 janvier | Bulgarie         | 3    | 5  | Islande          |
| 13 janvier | Nouvelle-Zélande | 2    | 5  | Belgique         |
| 14 janvier | Islande          | 24   | 0  | Afrique du Sud   |
| 14 janvier | Nouvelle-Zélande | 4    | 3  | Bulgarie         |
| 14 janvier | Mexique          | 2    | 4  | Belgique         |